# ميلان ستويانوفيتش
ميلان ستويانوفيتش (مواليد 28 ديسمبر 1911 – تاريخ الوفاة غير معلوم) لاعب كرة قدم صربي راحل كان يجيد اللعب في مركز حارس مرمى .
شارك مع منتخب يوغوسلافيا في بطولة كأس العالم 1930 في الأوروغواي ولكنه بقي احتياطيا طوال المباريات الثلاث للأساسي ميلوفان ياكشيتش .

## وصلات خارجية
- ميلان ستويانوفيتش على موقع الاتحاد الدولي (مؤرشف)  (الإنجليزية)
- ميلان ستويانوفيتش على موقع قاعدة بيانات كرة القدم.إي يو (الإنجليزية)
- ميلان ستويانوفيتش على موقع عالم كرة القدم.نت (الإنجليزية)